# 武夷山南站
武夷山南站是一个横南线上的铁路车站，位于福建省武夷山市武夷街道赤石村，建于1997年，目前为五等站，邮政编码为354305。目前客运：办理旅客乘降；行李、包裹托运；货运：办理整车货物发到。